# Moehringia ciliata
Moehringia ciliata är en nejlikväxtart som först beskrevs av Giovanni Antonio Scopoli och som fick sitt nu gällande namn av Dalla Torre.
Moehringia ciliata ingår i släktet skogsnarvar och familjen nejlikväxter. Inga underarter finns listade i Catalogue of Life.

## Bildgalleri

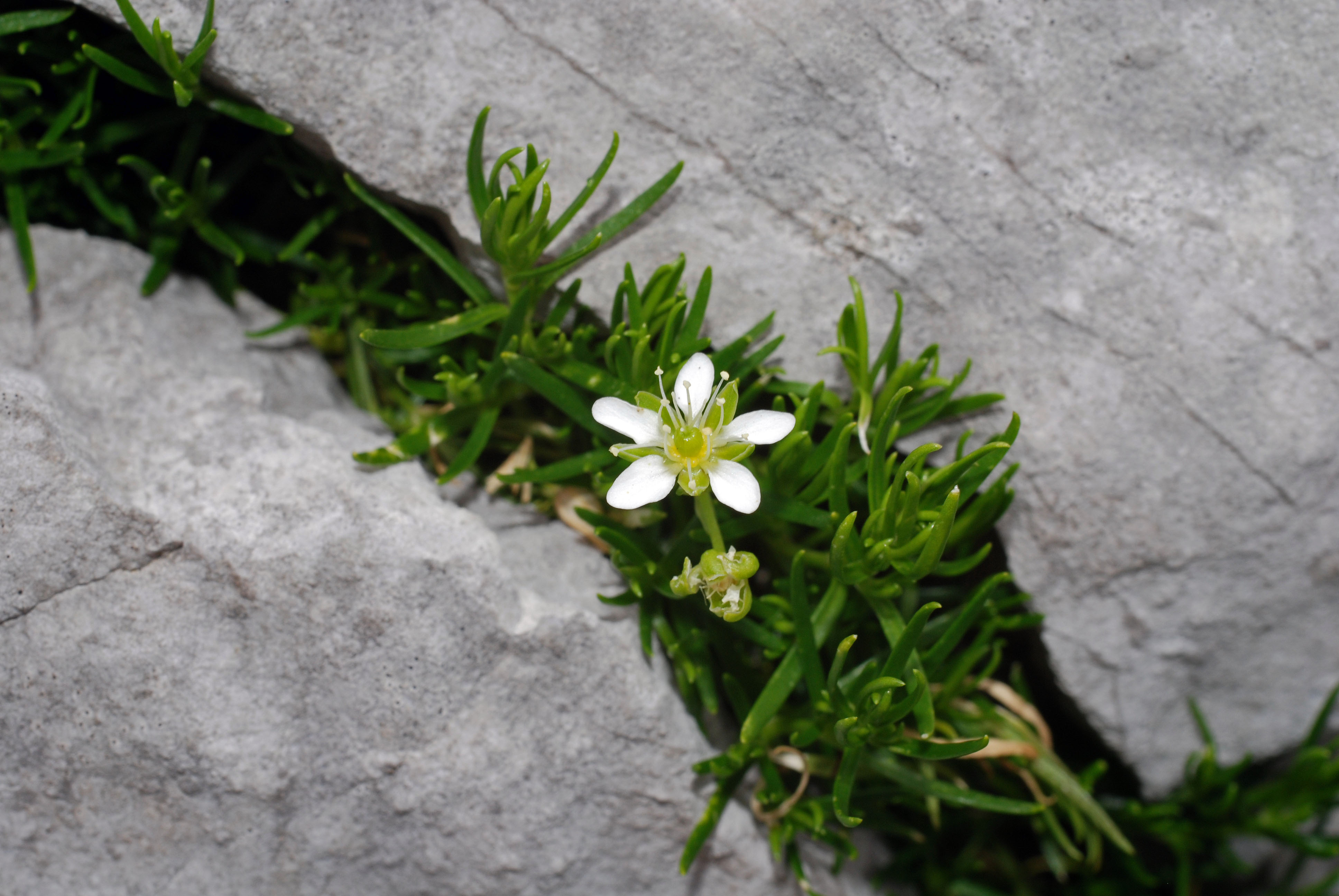
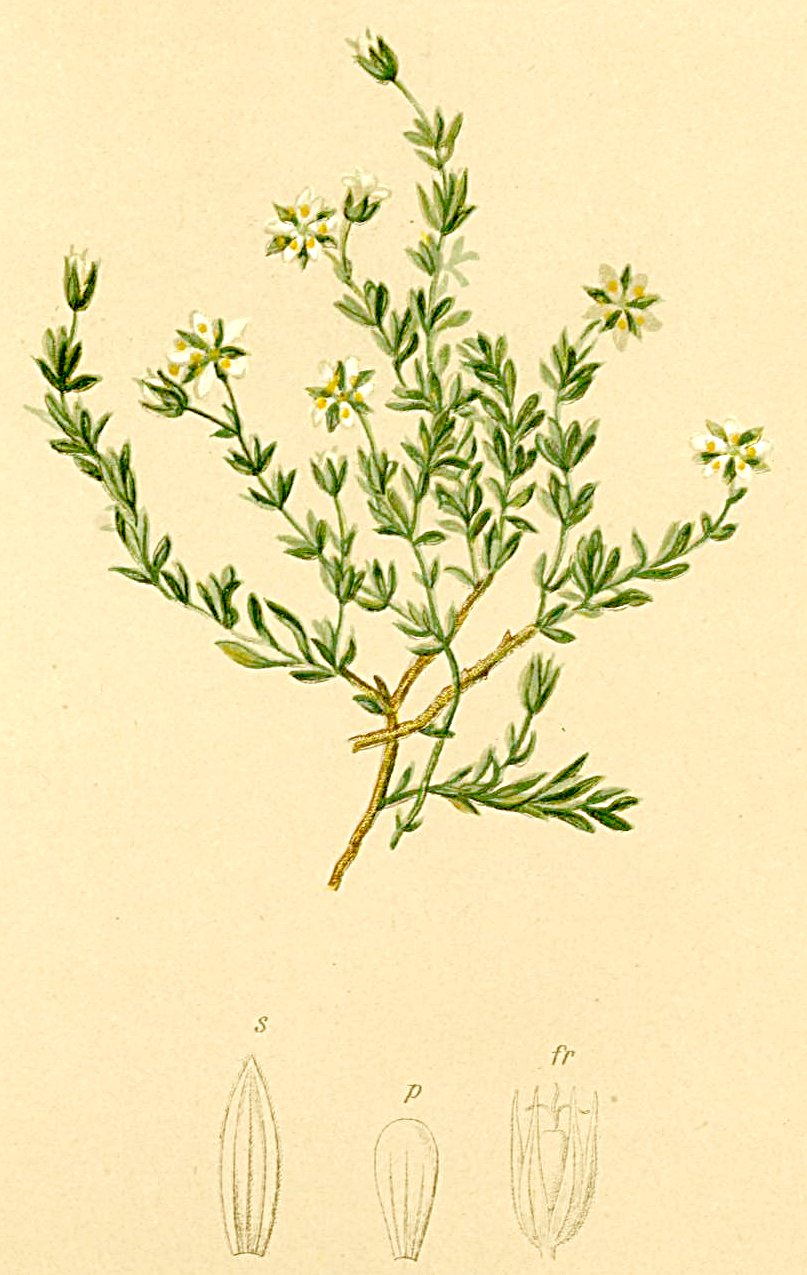
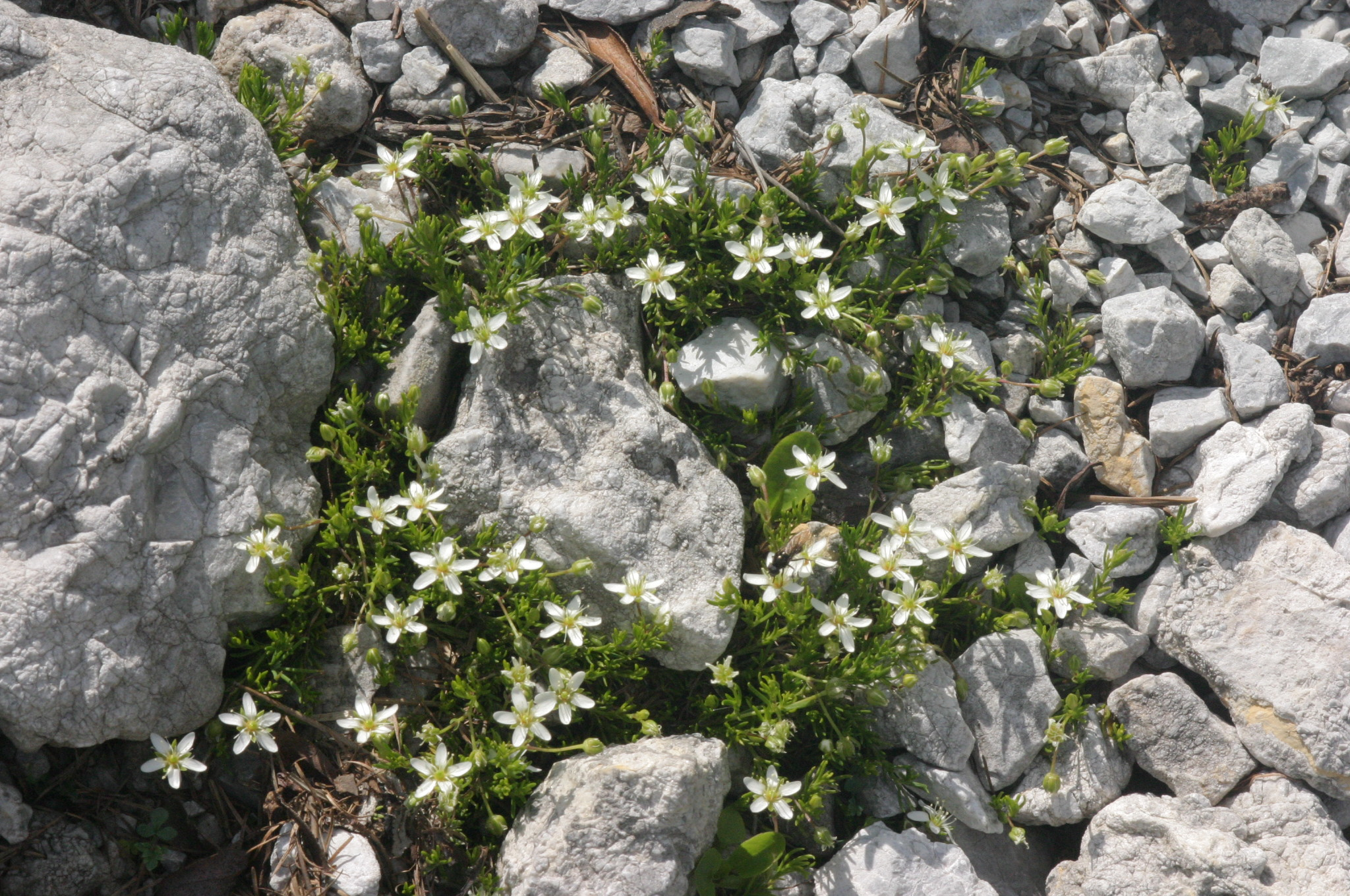
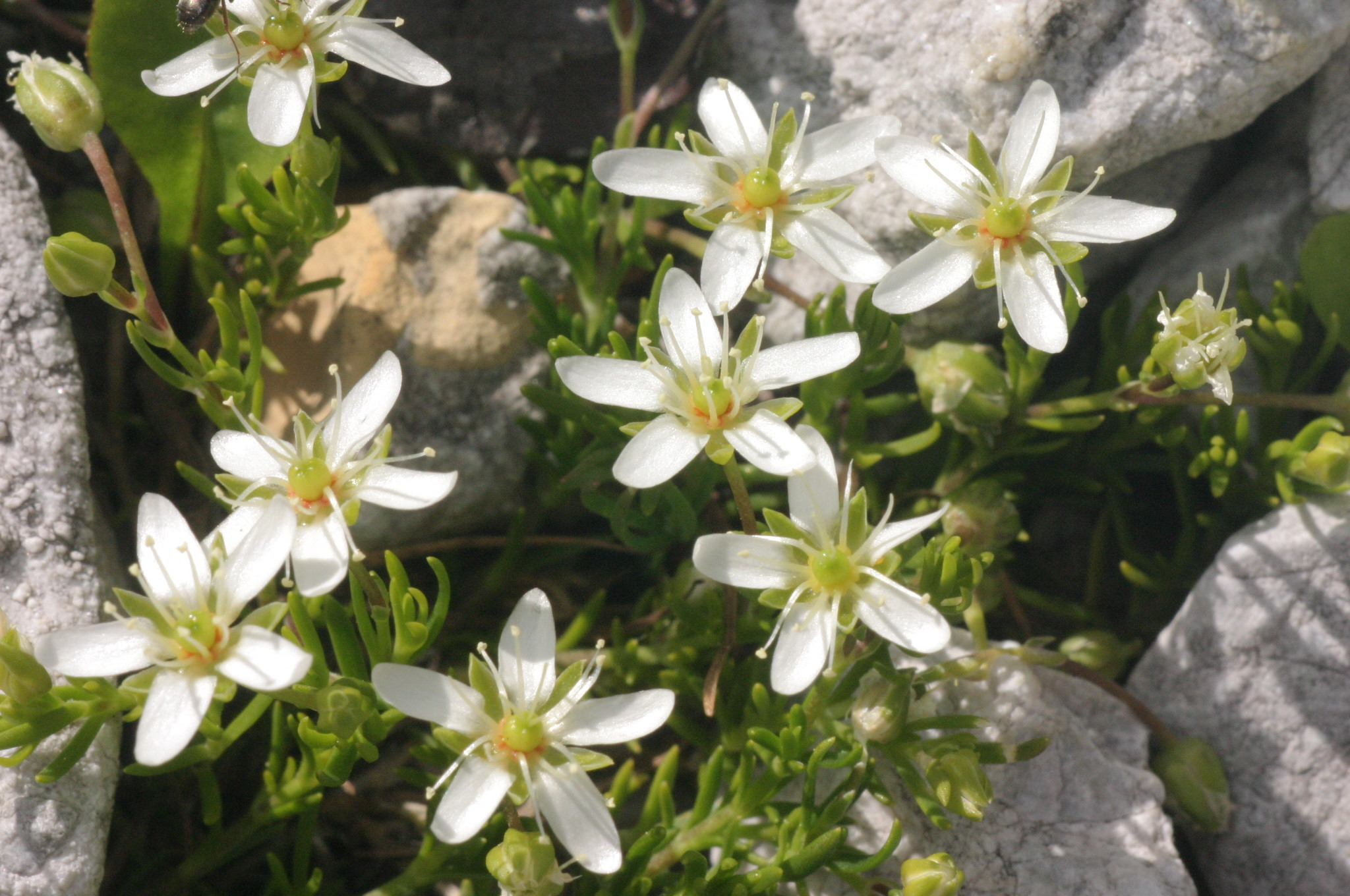
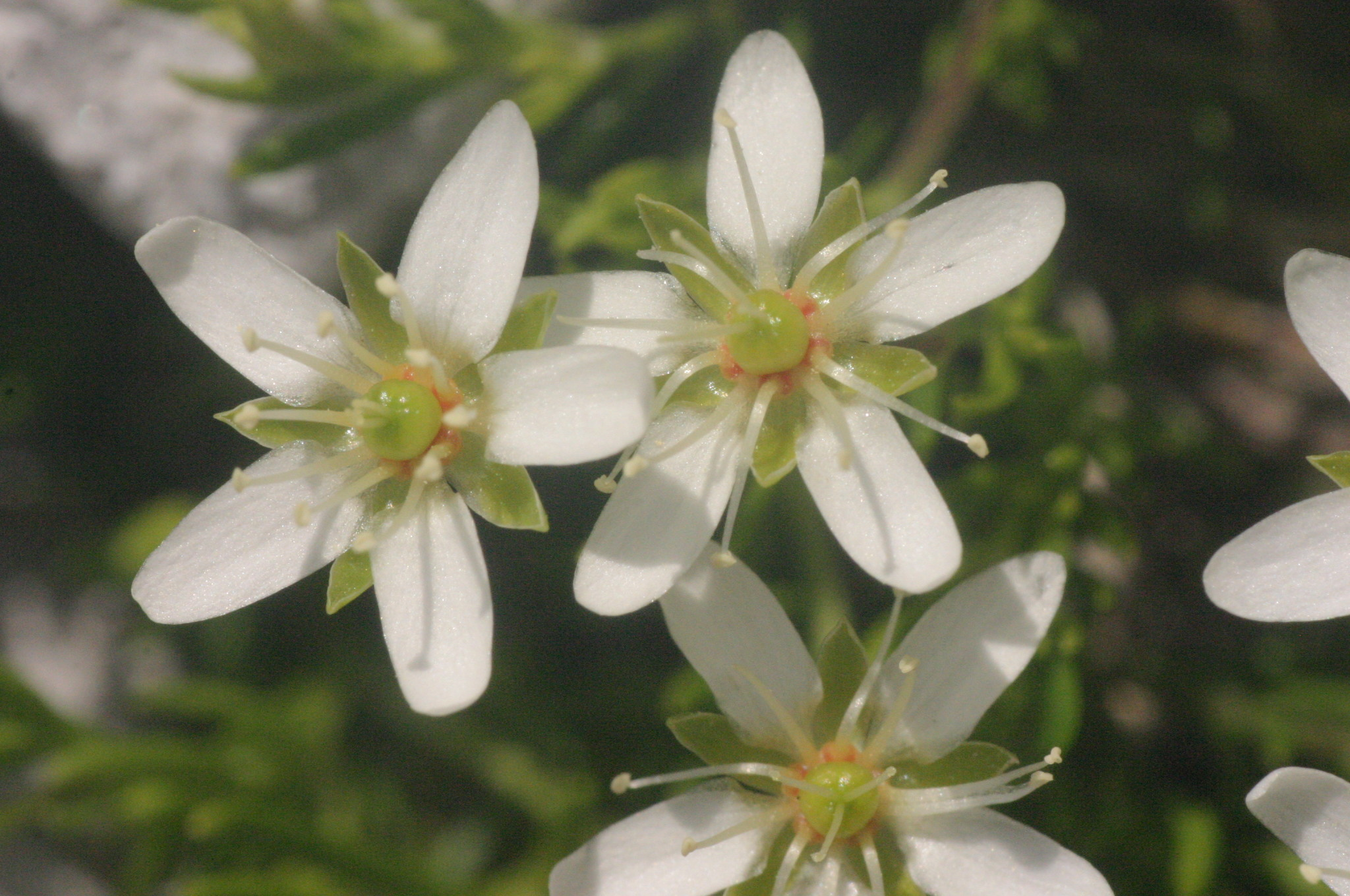
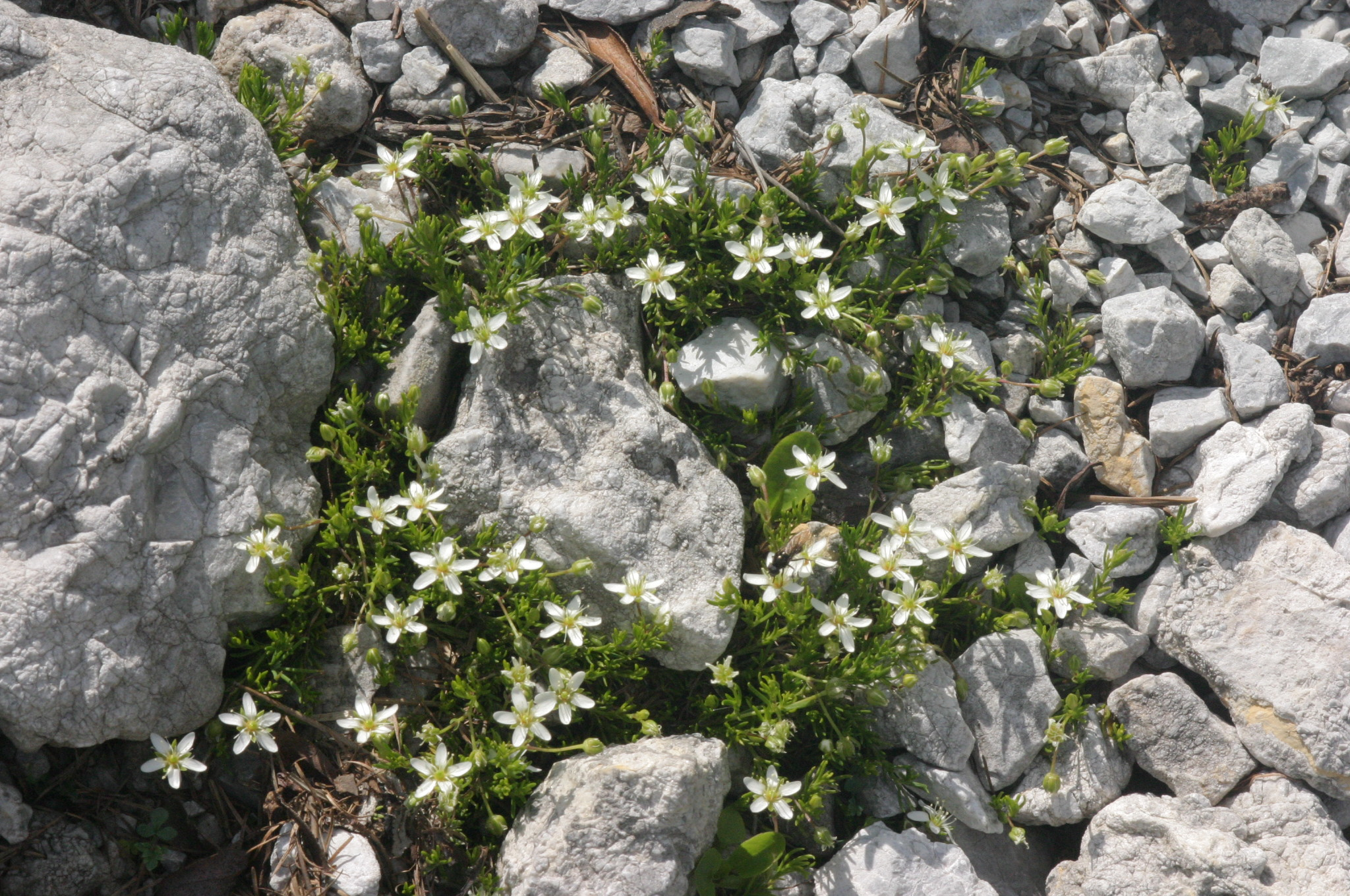